# Tenora

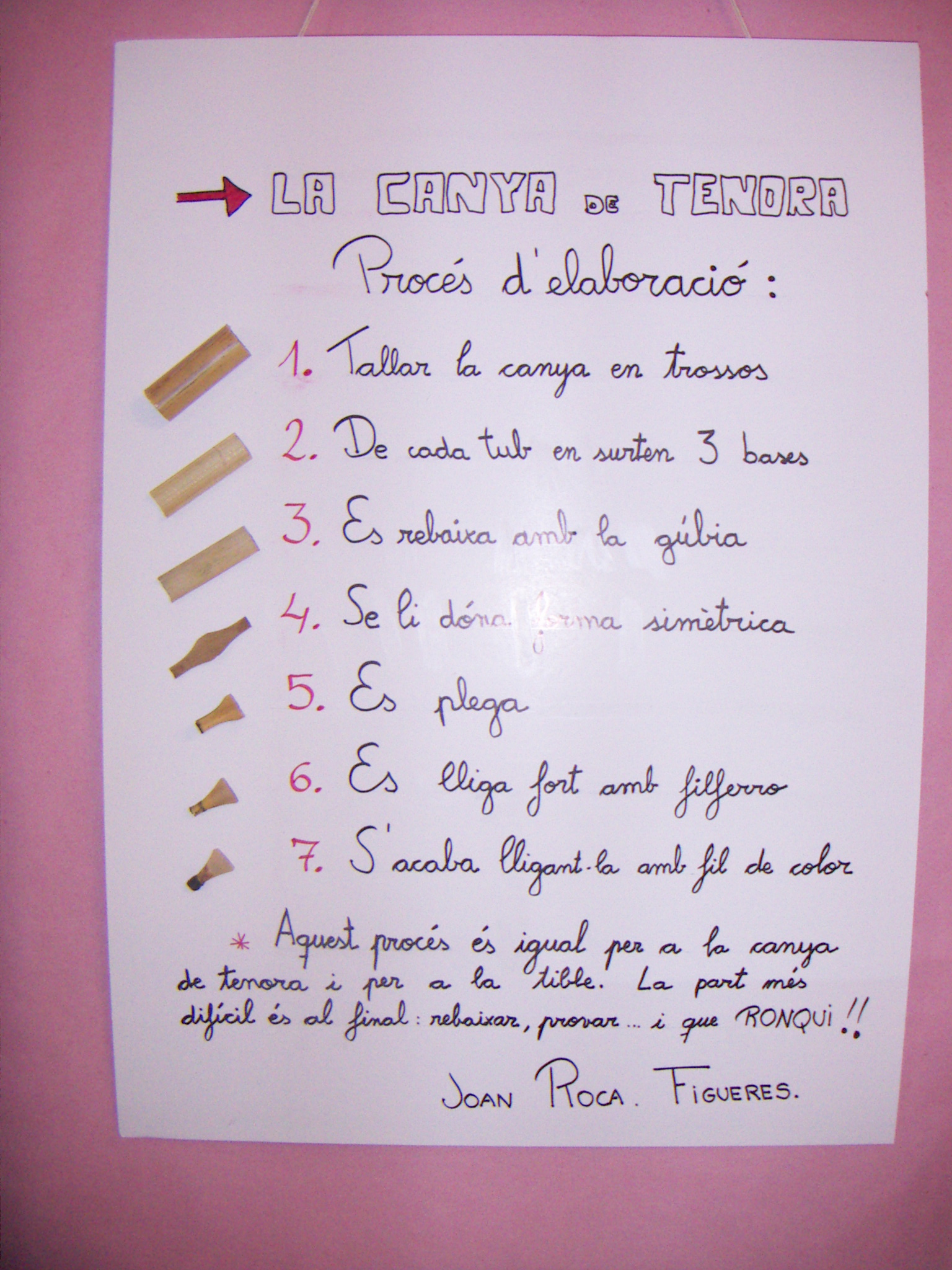
Procés d'elaboració de la canya de tenora

La tenora és un instrument de llengüeta doble, considerat un descendent de la xeremia, que es va tocar a tot d'Europa des de l'edat mitjana fins al segle xvii. D'aleshores ençà, ha sofert una evolució isolada a Catalunya, on ha esdevingut un dels instruments més representatius de la música autòctona i veritable protagonista en les sardanes. Sembla que deu el nom a l'instrument del qual va evolucionar, la xeremia tenor.

## Descripció
Fa uns vuitanta-cinc centímetres de llargada i és formada per tres cossos: la peça superior, la central i la campana, feta de metall. Sona gràcies a la vibració d'una inxa doble, de canya, fixada a un suport. Com molts altres instruments de fusta de la cobla, és feta amb ginjoler, un arbust autòcton de la Mediterrània força escàs. Dins la formació de la cobla hi ha dues tenores i se situen a la primera fila amb la resta d'instruments de vent-fusta. Com que és l'instrument més greu de la seva família, les dues tenores es col·loquen a la banda dreta.
La versió que en coneixem avui va ser inventada a mitjan segle xix pel músic i constructor d'instruments rossellonès Andreu Toron i Vaquer. Com que era intèrpret d'oboè, va aprofitar les millores introduïdes poc abans en clarinets i oboès per aplicar-les a la tenora. D'aquesta manera es va fer més llarga, s'hi afegí el sistema de claus i la característica campana de metall.
La tenora és un instrument transpositor. Està en si bemoll i sona una segona major més baixa de la nota escrita.

## Història
Va ser presentada públicament el 1849 a Perpinyà. No se sap del cert si les millores de l'instrument van ser un encàrrec de Pep Ventura, però sí que va tenir un paper molt destacat en la reforma de la cobla durant aquells anys. Això va fer que l'ús de la tenora s'estengués per la resta del Principat al mateix ritme que s'introduí la nova cobla. A més, el fet que Ventura fos un gran intèrpret de tenora podria explicar el paper de solista que li va reservar dins la formació.
El 2007, l'Institut d'Estudis Catalans va presentar un redisseny de la tenora en un concert al pati del claustre, i en un altre concert el 19 de setembre del 2013 tornà a presentar la tenora redissenyada junt amb la barítona, nou instrument de la família de les xeremies dissenyat també per l'IEC.
Segons el compositor de sardanes Juli Garreta:
Només hi ha un instrument al món que pugui donar un crit de joia, o de dolor, amb veu humana, i aquest és la tenora.